# مجلس الشيوخ الفلبيني
مجلس الشيوخ الفلبيني (بالإنجليزية: Senate of the Philippines)‏ هو الهيئة التشريعية في الفلبين، الذي تأسس في 16 أكتوبر 1916، ويتكون من 24 مقعداً، يقع المقر الرئيسي له في باساي، وهو المجلس الأعلى في كونغرس الفلبين.

## طالع أيضًا
- كونغرس الفلبين